# UB-2号潜艇
陛下之UB-2号艇是德意志帝国海军于第一次世界大战期间建造的UB-I型近岸作战潜艇或称U艇的二号艇。它由基尔的日耳曼尼亚船厂承建，自1914年11月1日开始铺设龙骨。其水面及水下排水量分别为127吨和142吨，艇载武器除两具450毫米的艇艏鱼雷发射管外，还有一挺安装在甲板上的机枪。它于1915年2月下水并以UB-2号之名交付使用。
当UB-2号于1915年2月航行加入佛兰德潜艇区舰队时，它成为同型艇中唯一一艘不是通过铁路运往安特卫普入列的成员。在佛兰德服役期间，UB-2号在时任艇长、海军中尉维尔纳·菲尔布林格的指挥下共击沉11艘英国舰船，容积总吨达1347吨。1916年3月，该艇被转配至库尔兰区舰队，并于同年12月降格为训练职能。战争结束时，UB-2号被认为已不具备适航性，无法与德国潜艇部队的其它成员一同前往哈维奇投降。它获准留在德国，至1920年由斯廷内斯拆解报废。

## 设计及建造
在第一次世界大战初期，随着德意志帝国陆军沿北海海岸快速推进，比利时佛兰德沿岸的安特卫普、泽布吕赫和奥斯坦德等港口相继落入德国人手中，这大大方便了德军潜艇遣出英吉利海峡的作战行动。然而，帝国海军当时却缺乏适合在佛兰德周边狭窄的浅海中行动的U艇。为此，1914年8月中旬开始设计的“34号工程”催生出了UB-I型潜艇，这是一种可以通过铁路运输发往作战港口并能够迅速组装的小型近岸潜艇。为满足铁路限界的要求，UB-I型的设计需要艇长在28米左右，排水量约125吨，并装备两具鱼雷发射管。UB-2号是由国家海军办公室作为首批八艘UB-I型潜艇（UB-1至UB-8号）的一部分，于1914年10月15日向基尔日耳曼尼亚船厂订购，此时距离该艇型的设计启动尚不足两个月。
作为同型最早开建的两艘艇之一，UB-2号自1914年11月1日开始在日耳曼尼亚船厂铺设龙骨，至1915年2月13日在基尔下水。竣工时，UB-2号的全长为28.10米，舷宽3.15米，有3.03米的吃水深度。它搭载有一台功率为45千瓦特（60匹軸馬力）的戴姆勒四缸四冲程柴油发动机用于水面运行，以及一台89千瓦特（119匹軸馬力）的西门子-舒克特电动发电机用于水下航行；两者都与一副单螺旋桨轴相连，可分别提供最高6.47節（11.98每小時）的水面航速和最高5.51節（10.20每小時）的水下航速。在更匀速的状态下，它可以连续在水面航行1,650海里（3,060）而无需加油，或连续在水下航行45海里（83）而无需充电。与同型的所有姊妹艇一样，UB-2号的潜航深度为50米，可以在33秒内完全潜入水中。
在武器装备方面，UB-2号内置有两具450毫米的艇艏鱼雷发射管，可装载2枚C/03型鱼雷，舰桥前部的甲板上则设有一挺可拆卸的8毫米机枪。其标准船员编制为1名军官加13名水兵。

## 服役历史
UB-2号于1915年2月20日在首任艇长、年仅26岁的海军中尉维尔纳·菲尔布林格的指挥下正式入役，并在德国本土水域进行了海试。
1915年5月10日，UB-2号从德国自行驶往佛兰德加入佛兰德潜艇区舰队，是该部队中唯一一艘没有通过铁路运往安特卫普的UB-I型艇。当UB-2号入列时，德国正处于自2月发动的第一轮潜艇攻势之中。在这场战役期间，所有出现在德国划定的战区内的敌方舰船都将被击沉，该战区涵括了英国周边的所有水域（含英吉利海峡）。中立国的船舶则不得受到攻击，除非它们确实能被认出是悬挂假旗航行的敌对船舶。

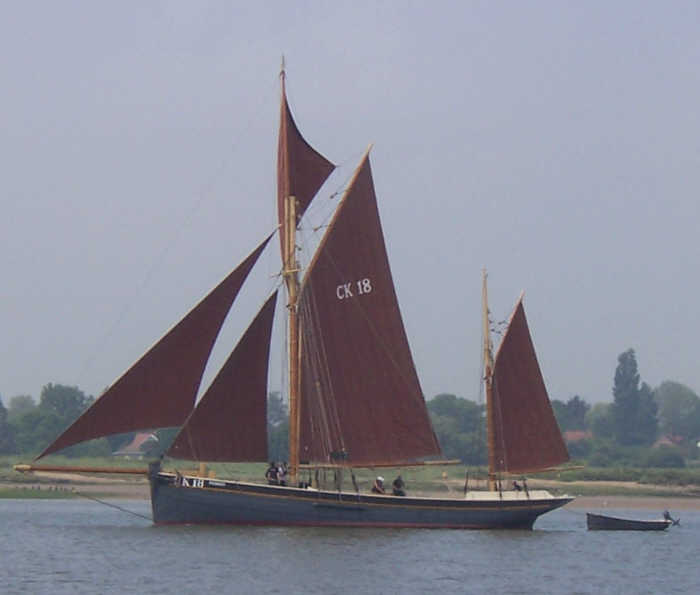
UB-2号的受害者大多为，传统上都配备有赭红色的风帆。

佛兰德区舰队的UB-I型潜艇最初仅限于在北海南部，即英国与荷兰、比利时之间的霍夫登水域巡逻。1915年6月9－10日，UB-2号在洛斯托夫特东南50至60海里（93至111）的区域巡逻时击沉了六艘英国平底渔船，总吨位接近300吨，其中最大的是59总吨的勇猛号（Intrepid）。这六艘传统上使用赭红色风帆的平底渔船全数被UB-2号的官兵截停、登船并使用炸药凿沉。6月下旬，随着UB-2号的姊妹艇UB-6号在多佛尔海峡开辟出一条能够穿越英国防潜网和水雷阵的航线，该区舰队的潜艇也开始在英吉利海峡西部巡逻。尽管它们未能在当地击沉任何舰船，但通过成功完成航行，仍进一步证明了其在多佛尔海峡抗衡英国反制措施的可行性。
在接下来针对协约国舰艇的行动中，UB-2号于1915年7月1日在勒阿弗尔附近发生了严重事故：柴油发动机和电动机之间的联轴器在英吉利海峡中部断裂，无法再用艇上的资源进行修复。当时，已行至半程的该艇仍然有大约3至4个小时的电池续航力。为了不让UB-2号沉没，菲尔布林格决定让艇只随着潮汐漂流穿过海峡。当潮水波动时，它可以先搁浅，以免被冲回头。此外，船员们还制作了一个临时的辅助帆，可以悬挂在潜望镜和方向舵上。凭借惊人的运气并利用所有可能性，UB-2号于7月5日顺利通过了布设于灰鼻岬周边的防潜网。直至翌日，UB-2号才被派出搜寻自己的姊妹艇UB-16号所发现，然后被拖曳到奥斯坦德。
1915年8月28日，UB-2号在科顿－雅茅斯海域巡逻时击沉了英国海军拖网船三浦号（HMT Miura）。三浦号也以其257总吨的容积取代勇猛号，成为被UB-2号击沉的最大型船舶。在此之前，UB-2号曾与一艘英国Q船于清晨发生小规模冲突，并因机枪卡壳和鱼雷未命中而被迫两次紧急下潜。对方得以安然脱险。次月初，UB-2号在洛斯托夫特东南偏东约44海里（81）处又击沉了两艘平底渔船：57总吨的康斯坦茨号（Constance）和44总吨的伊曼纽尔号（Emanuel）。三天后，47总吨的平底渔船欧尼男孩号（Boy Ernie）也在克罗默以东约58海里（107）处被UB-2号击沉。与6月沉没的六艘船一样，这三艘船都是被UB-2号截停并登船安置炸药击沉的。
在德国U艇于1915年5月击沉冠达邮轮卢西塔尼亚号、以及8月（阿拉伯号事件）和9月发生的其他轰动性沉船事件后，当时仍然中立的美国政府要求保证美国人在非武装商船上的人身安全。作为回应，时任海军总参谋长的亨宁·冯·霍尔岑多夫上将于9月18日暂停了无限制潜艇战。霍尔岑多夫指示所有U艇撤离英吉利海峡和凯尔特海，并要求所有在北海的潜艇活动都必须严格遵照《捕获法则》进行。在接下来的四个月裡，UB-2号没有再击沉任何船只。
德意志帝国海军于1916年2月发动第二轮潜艇攻势，宣布除其他条款外，所有身处战区的敌方舰船都将在没有警告的情况下被摧毁。2月26日，UB-2号发射鱼雷击沉了阿尔博讷号货轮（Arbonne），成为它的最后一项战时功绩。这艘英国轮船重达672总吨，是UB-2号服役生涯中击沉的最大的一艘船，其14名船员全部遇难。
1916年3月初，海军中尉卡尔·诺伊曼接替菲尔布林格担任UB-2号艇长，他是菲尔布林格在见习军官培训时的同学，此前曾指挥UB-13号。菲尔布林格则陆续又执掌另外六艘U艇，并击沉了近10万吨的船只。1933年，他出版了一本关于其于一战期间在潜艇服役的回忆录《警报！下潜！！：潜艇战斗风暴》，其中阐述了菲尔布林格的军旅生涯，包括他在UB-2号上的时光。
至1916年2月初，佛兰德区舰队开始接收更新、更大的UB-II型潜艇。UB-2号在诺伊曼上任大约一周后便被转移到波罗的海的库尔兰区舰队（U-Flottille Kurland）。在库尔兰服役期间，该艇执行了多项行动，以确保利鲍周边的波罗的海沿岸安全，并对哥得兰沙岛至厄塞尔岛之间的海域实施监控。诺伊曼的艇长职务于4月由海军中尉托马斯·比贝尔接替，后者又于7月被哈拉德·冯·凯塞尔林克中尉取代。12月初，凯塞尔林克调任UB-36号艇长，而UB-2号则被转配至潜艇培训学校。执行培训任务的潜艇都是“经过战争损耗的艇只”，已不再适合服役。
战争结束时，协约国要求所有德国U艇驶往英国哈维奇正式投降。但UB-2号被视为不具备适航能力的八艘U艇之一，从而获准留在德国。该艇最终于1920年2月3日由斯廷内斯拆解报废。

## 袭击历史摘要
| 日期          | 船名         | 船籍         | 吨位 | 结局 |
| ------------- | ------------ | ------------ | ---- | ---- |
| 1915年6月9日  | 不列颠尼亚号 | 英国         | 43   | 击沉 |
| 1915年6月9日  | 爱德华号     | 英国         | 52   | 击沉 |
| 1915年6月9日  | 劳伦斯蒂娜号 | 英国         | 48   | 击沉 |
| 1915年6月9日  | 哪一个号     | 英国         | 50   | 击沉 |
| 1915年6月9日  | 福利号       | 英国         | 45   | 击沉 |
| 1915年6月10日 | 勇猛号       | 英国         | 59   | 击沉 |
| 1915年8月23日 | 三浦号       | 英國皇家海軍 | 257  | 击沉 |
| 1915年9月7日  | 康斯坦茨号   | 英国         | 57   | 击沉 |
| 1915年9月7日  | 伊曼纽尔号   | 英国         | 44   | 击沉 |
| 1915年9月10日 | 欧尼男孩号   | 英国         | 47   | 击沉 |
| 1916年2月26日 | 阿尔博讷号   | 英国         | 672  | 击沉 |
|               |              | 总计：       | 1374 |      |

## 脚注
1. 1 2 3 4 5 6 7 8 9 10 11 12 13 14  Helgason, Guðmundur. . German and Austrian U-boats of World War I - Kaiserliche Marine - Uboat.net.   [2009-03-04].
2. 1 2  Tarrant，第172頁.
3. ↑  Gröner 1991，第22-23頁.
4. 1 2  Gardiner，第180頁.
5. 1 2 3  Helgason, Guðmundur. . German and Austrian U-boats of World War I - Kaiserliche Marine - Uboat.net.   [2015-03-08].
6. 1 2  Helgason, Guðmundur. . German and Austrian U-boats of World War I - Kaiserliche Marine - Uboat.net.   [2015-03-08].
7. 1 2  Helgason, Guðmundur. . German and Austrian U-boats of World War I - Kaiserliche Marine - Uboat.net.   [2015-03-08].
8. 1 2  Helgason, Guðmundur. . German and Austrian U-boats of World War I - Kaiserliche Marine - Uboat.net.   [2015-03-08].
9. 1 2 3  Miller，第46–47頁.
10. ↑  Karau，第48頁.
11. 1 2  陈进，第45頁.
12. ↑  Miller，第458頁.
13. ↑  Williamson，第12頁.
14. ↑  Messimer，第7頁.
15. 1 2  Karau，第49頁.
16. ↑  Helgason, Guðmundur. . German and Austrian U-boats of World War I - Kaiserliche Marine - Uboat.net.   [2009-03-04].
17. ↑  Tarrant，第14頁.
18. 1 2  Penwith District Council. . Penzance: Penwith District Council. 2009  [2009-03-04]. （原始内容存档于2007-05-27）.
19. ↑  Karau，第50頁.
20. 1 2 3 4 5  Helgason, Guðmundur. . German and Austrian U-boats of World War I - Kaiserliche Marine - Uboat.net.   [2009-03-04].
21. ↑  Helgason, Guðmundur. Helgason, Guðmundur. . German and Austrian U-boats of World War I - Kaiserliche Marine - Uboat.net., Helgason, Guðmundur. . German and Austrian U-boats of World War I - Kaiserliche Marine - Uboat.net., Helgason, Guðmundur. . German and Austrian U-boats of World War I - Kaiserliche Marine - Uboat.net., Helgason, Guðmundur. . German and Austrian U-boats of World War I - Kaiserliche Marine - Uboat.net., Helgason, Guðmundur. . German and Austrian U-boats of World War I - Kaiserliche Marine - Uboat.net., Helgason, Guðmundur. . German and Austrian U-boats of World War I - Kaiserliche Marine - Uboat.net. 2009-03-03.
22. 1 2  . World War 1 at Sea. 2009-01-09  [2009-03-04]. （原始内容存档于2021-06-12）.
23. ↑  Karau，第51頁.
24. ↑  Spindler，第146–149頁.
25. ↑  Bendert，第39頁.
26. ↑  Helgason, Guðmundur. . German and Austrian U-boats of World War I - Kaiserliche Marine - Uboat.net.   [2009-03-04].
27. ↑  . 美丽华船舶索引.   [2009-03-04].
28. 1 2  Bendert.
29. ↑  Helgason, Guðmundur. . German and Austrian U-boats of World War I - Kaiserliche Marine - Uboat.net.   [2009-03-04].
30. ↑  Helgason, Guðmundur. . German and Austrian U-boats of World War I - Kaiserliche Marine - Uboat.net.   [2009-03-04].
31. ↑  Helgason, Guðmundur. . German and Austrian U-boats of World War I - Kaiserliche Marine - Uboat.net.   [2009-03-04].
32. ↑  Tarrant，第21–22頁.
33. 1 2  Tarrant，第26頁.
34. 1 2  Helgason, Guðmundur. . German and Austrian U-boats of World War I - Kaiserliche Marine - Uboat.net.   [2009-03-04].
35. ↑  . 美丽华船舶索引.   [2009-03-04].
36. ↑  Helgason, Guðmundur. .   [2009-03-04]. （原始内容存档于2006-08-22）.
37. ↑  Tarrant，第34頁.
38. ↑  Gibson & Prendergast，第57頁.
39. 1 2  Gibson & Prendergast，第331–332頁.